# Marie von Frisch
Pour les articles homonymes, voir Frisch et Exner.
Marie von Frisch (née Exner le 9 décembre 1844, morte le 6 avril 1925 à Vienne), épouse de l'urologue Anton von Frisch et mère du zoologue Karl von Frisch, est connue entre autres pour sa correspondance de plusieurs années avec l'écrivain et politique Gottfried Keller.

## Biographie

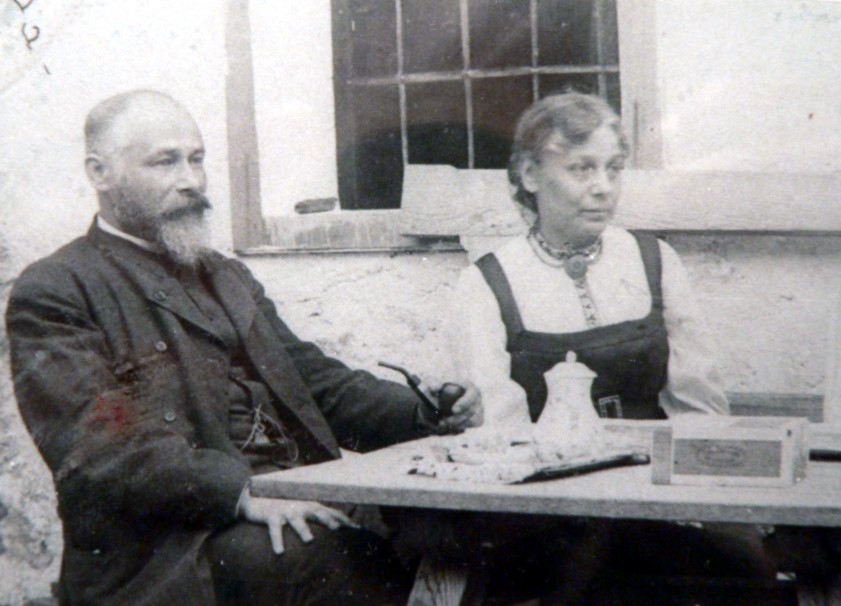
Marie et son frère Adolf Exner

Marie est la fille du philosophe et professeur Franz Serafin Exner, et de Charlotte Dusensy. Elle se marie avec l'urologue Anton von Frisch, avec qui elle a quatre fils : Hans, Otto, Ernst et Karl. Le plus jeune d'entre eux, Karl von Frisch, zoologue reconnu, reçut le prix Nobel de physiologie ou médecine pour avoir découvert le langage des abeilles.
Elle se lia d'amitié avec Marie von Ebner-Eschenbach à partir de 1895 et Ricarda Huch en 1897, deux femmes de lettres, auteurs et philosophes.